# Virlog
Virlog – wieś w Słowenii, w gminie Škofja Loka. W 2018 roku liczyła 115 mieszkańców.